# ロジャー・ラビット (架空のキャラクター)
ロジャー・ラビット(英:Roger Rabbit)とは、1988年に公開された映画『ロジャー・ラビット』に登場する架空のウサギである。

## 概要
常に陽気で妻であるジェシカ・ラビットを誰よりも愛している。ロジャーの暮らしているトゥーンタウンのリーダー的存在で、みんなから尊敬されている。トゥーンタウンで突如起こった殺人事件の犯人としてドゥーム判事に溶解薬のディップで殺されそうさせられたが、相棒のエディと協力して見事勝利した。